# Singlin
Singlin (pron. fr. Senglèn - pron. fr. AFI: [sɛ̃ɡlɛ̃]) è una località appartenente al comune di Valtournenche (Valle d'Aosta). Si divide in Singlin di sopra (in patois valtournain, Sènglèn-dameun) e in Singlin di sotto (Sènglèn-déseut).

## Etimologia
Il toponimo è un diminutivo del termine séngla, che in patois valdostano indica una cengia.

## Posizione

### Singlin di Sotto
Singlin di sotto (Sènglèn-déseut) sorge a 1608 m s.l.m. sulla sinistra orografica della Valtournenche. Per raggiungerla bisogna imboccare una strada secondaria sulla sinistra a circa 1,5 km da Pâquier (capoluogo di Valtournenche).

### Singlin di Sopra
Singlin di sopra (Sènglèn-dameun) sorge a 1667 m s.l.m. sulla sinistra orografica della Valtournenche, adiacente alla strada regionale che percorre la valle.

## Luoghi d'interesse
- Gouffre des Busserailles

### Palestra di roccia
La palestra di roccia è composta da 59 vie divise in vari settori, con difficoltà minima 3c e massima 7b+, in media 6a.